# Verein Eishockey Union Feldkirch
Il VEU Feldkirch è una squadra di hockey su ghiaccio di Feldkirch, nella regione austriaca del Vorarlberg. È la terza squadra più titolata d'Austria, avendo vinto per 9 volte il titolo di Österreichische Eishockey-Liga. Dopo aver disputato diversi campionati di AHL, attualmente gioca nella 3.Liga mentre nella primavera 2022 è stata fondata la compagine dei Pioneers Vorarlberg che si è iscritta al massimo campionato austriaco.

## Storia
La squadra è stata fondata nel 1932 come Eishockey Club Feldkirch, che venne cambiato nel 1935 in Wintersportverein Feldkirch. Nel 1941, a causa della guerra, la squadra fu sciolta, per essere rifondata nel 1945 con il vecchio nome di EHC Feldkirch, dapprima prendendo parte al solo campionato del Vorarlberg, poi, nel 1951, rientrando nei campionati organizzati dalla ÖEHV.
Nel 1974 il nome venne cambiato in Vorarlberger Eishockey Union Feldkirch. Il quarto di secolo che segue è il periodo d'oro della squadra, con nove titoli nazionali vinti, oltre a quattro Alpenliga e una European Hockey League oltre che il successo in Supercoppa IIHF. Nel 2000 tuttavia la squadra fallì ed al suo posto nacquero due squadre: l'EC Supergau Feldkirch ed il EHC Feldkirch 2000. La prima venne iscritta al massimo campionato, ma fallì a sua volta nel 2004; la seconda ripartì dalla seconda serie, e venne rinominata Verein Eishockey Union Feldkirch nel 2006.

## Palmarès

### Competizioni nazionali
- Campionato austriaco: 9

1982, 1983, 1984, 1990, 1994, 1995, 1996, 1997, 1998

### Competizioni internazionali
- European Hockey League: 1

1997-1998
- Supercoppa IIHF: 1

1998
- Alpenliga: 4

1995-96, 1996-97, 1997-98, 1998-99